# 並平家の一日
「並平家の一日」（なみひらけのいちにち）は、藤子・F・不二雄（発表時は藤子不二雄名義）の漫画作品。1978年、学習研究社の『SFファンタジア風刺編』に掲載。

## 概要
日本人がいわゆる一億総中流と呼ばれる生活をしていたとされる時代を反映したらしき作品。中流家庭の一般庶民らしい生活や思考のステレオタイプを描き出すとともに、一般人の生活が経済や商業世界にとってどのようなものであるかを匂わせるような部分がある。

## あらすじ
平凡な家庭の平凡な生活。夫婦と子供がいて服を買いテレビを見て他人とつきあうごく平凡な生活。しかしそれは、あまりにも「平凡」すぎる生活だった。

## 登場人物

### 並平家
日本人の完璧な平均。
並平 兵順（なみひら ひょうじゅん）
どこにでもいる平凡な会社員。45歳。
並平 凡子（なみひら なみこ）
どこにでもいる平凡な主婦。40歳。
並平 中江（なみひら なかえ）
どこにでもいる平凡な娘。大学一年生。
並平 均（なみひら ひとし）
どこにでもいる平凡な少年。中学一年生。